# Villa Insurgentes
Villa Insurgentes är en ort i Mexiko.   Den ligger i kommunen Sombrerete och delstaten Zacatecas, i den centrala delen av landet, 700 km nordväst om huvudstaden Mexico City. Villa Insurgentes ligger 2 159 meter över havet och antalet invånare är 1 355.
Terrängen runt Villa Insurgentes är kuperad åt sydost, men åt nordväst är den platt. Runt Villa Insurgentes är det glesbefolkat, med 16 invånare per kvadratkilometer. Närmaste större samhälle är Vicente Guerrero, 14,5 km väster om Villa Insurgentes. Omgivningarna runt Villa Insurgentes är i huvudsak ett öppet busklandskap.